# Roche aux Fées Communauté
Die Roche aux Fées Communauté (bis 2018: Communauté de communes au Pays de la Roche aux Fées) ist ein französischer Gemeindeverband mit der Rechtsform einer Communauté de communes im Département Ille-et-Vilaine in der Region Bretagne. Der Gemeindeverband wurde am 24. Dezember 1993 gegründet und besteht aus 16 Gemeinden. Der Verwaltungssitz befindet sich im Ort Retiers.

## Mitgliedsgemeinden
| Gemeinde                  | Einwohner 1. Januar 2022 | Fläche km² | Dichte Einw./km² | Code INSEE | Postleitzahl |
| ------------------------- | ------------------------ | ---------- | ---------------- | ---------- | ------------ |
| Amanlis                   | 1.765                    | 25,25      | 70               | 35002      | 35150        |
| Arbrissel                 | 270                      | 4,62       | 58               | 35005      | 35130        |
| Boistrudan                | 726                      | 12,80      | 57               | 35028      | 35150        |
| Brie                      | 1.014                    | 13,56      | 75               | 35041      | 35150        |
| Chelun                    | 354                      | 11,25      | 31               | 35077      | 35640        |
| Coësmes                   | 1.435                    | 23,24      | 62               | 35082      | 35134        |
| Eancé                     | 430                      | 16,50      | 26               | 35103      | 35640        |
| Essé                      | 1.028                    | 23,19      | 44               | 35108      | 35150        |
| Forges-la-Forêt           | 265                      | 6,04       | 44               | 35114      | 35640        |
| Janzé                     | 8.618                    | 41,26      | 209              | 35136      | 35150        |
| Le Theil-de-Bretagne      | 1.720                    | 24,20      | 71               | 35333      | 35240        |
| Marcillé-Robert           | 994                      | 20,30      | 49               | 35165      | 35240        |
| Martigné-Ferchaud         | 2.632                    | 74,10      | 36               | 35167      | 35640        |
| Retiers                   | 4.553                    | 41,38      | 110              | 35239      | 35240        |
| Sainte-Colombe            | 364                      | 7,58       | 48               | 35262      | 35134        |
| Thourie                   | 857                      | 24,04      | 36               | 35335      | 35134        |
| Roche aux Fées Communauté | 27.025                   | 369,31     | 73               | –          | –            |